# 豊田市立石畳小学校
豊田市立石畳小学校（とよたしりつ いしだたみしょうがっこう）は、愛知県豊田市石畳町にある公立小学校。

## 概要
- 豊田市の北西部の石畳町、大岩町、折平町（一部）、北一色町（一部）、三箇町、白川町、西市野々町、北曽木町が校区である。公立中学校に進学する場合は豊田市立藤岡中学校へ進学する [1]。
- 旧・西加茂郡藤岡町の小学校であり、藤岡町の北部が校区であった。

## 沿革
- 1873年（明治6年）1月 - 西加茂郡白川村に白川郷学校が開校。蔵円寺[注釈 1]を仮校舎とする。石畳村、西市野々村、白川村の児童が通学する。
- 1874年（明治7年） - 木瀬村の木瀬学校を統合する。
- 1875年（明治8年） - 第154小学白川学校に改称する。
- 1878年（明治11年）7月 - 校舎を新築し、移転する。木瀬村に木瀬分教場を設置する。
- 1881年（明治14年） - 公立小学白川学校に改称する。
- 1887年（明治20年） - 尋常小学白川学校に改称する。
- 1889年（明治22年）10月1日 - 上渡合村、折平村、北曽木村、石畳村、西市野々村、白川村、大岩村、三箇村、木瀬村が合併し、高岡村が発足。
- 1892年（明治25年） - 白川尋常小学校に改称する。木瀬分教場は独立し、木瀬尋常小学校に改称する。
- 1899年（明治32年） - 高岡村字折平に木瀬尋常小学校折平分教場を、高岡村字三箇に木瀬尋常小学校三箇分教場を設置する。
- 1901年（明治34年） - 白川尋常小学校に高等科が設置され、白川尋常高等小学校に改称する。
- 1906年（明治39年）4月1日 - 高岡村、藤河村、富貴下村の一部（上川口・下川口）と合併し、藤岡村が発足。
- 1907年（明治40年） -
  - 白川尋常高等小学校が藤岡第四尋常高等小学校に改称する。
  - 木瀬尋常小学校が藤岡第一尋常小学校に改称する。
  - 木瀬尋常小学校折平分教場が独立し、藤岡第七尋常小学校になる。
  - 木瀬尋常小学校三箇分教場が独立し、藤岡第八尋常小学校になる。
- 1908年（明治41年） -
  - 藤岡第一尋常小学校は藤岡第三尋常小学校に統合され、藤岡尋常小学校となる。
  - 藤岡第四尋常高等小学校に藤岡第七尋常小学校、藤岡第八尋常小学校を統合し、藤岡第一尋常小学校となる。各校舎を分教室とする。
- 1910年（明治43年）9月 - 統合校舎が完成し、各分教室を廃止する。
- 1918年（大正7年） - 高等科を設置し、藤岡第一尋常高等小学校に改称する。
- 1941年（昭和16年）4月1日 - 藤岡村第一国民学校に改称する。
- 1947年（昭和22年）
  - 4月1日 - 藤岡村立第一小学校に改称する。
  - 6月1日 - 藤岡村立石畳小学校に改称する。
- 1967年（昭和42年） - 校舎を新築する。
- 1978年（昭和53年）4月1日 - 藤岡村が町制施行し藤岡町となる。同時に藤岡町立石畳小学校に改称する。
- 1979年（昭和54年）4月 - 屋内運動場が完成する。
- 1999年（平成11年）11月 - 現在地に新校舎が完成し、移転する。
- 2005年（平成17年）4月1日 - 藤岡町が豊田市へ編入される。同時に豊田市立石畳小学校に改称する。

1999年（平成11年）までの石畳小学校は、現在の豊田市石畳町池ノ平に存在した。跡地は石畳ふれあい広場となっている。体育館（1979年建築）は現存し、豊田市藤岡石畳体育館として使用されている。

## 交通アクセス
- とよたおいでんバス藤岡・豊田線（加納経由）、藤岡・豊田線（西中山経由）、小原・豊田線「飯野」バス停より徒歩約30分。
- 藤岡地域バス（ふじバス）三箇線、西市野々線、「石畳ふれあい広場」バス停より徒歩約1分。

## 周辺施設
- 石畳ふれあい広場
- 豊田市石畳こども園